# Nati nel 1927/Febbraio
| Questa pagina contiene informazioni ricavate automaticamente dalle voci biografiche con l'ausilio del template Bio e di un bot. L'aggiornamento è periodico e automatico e ricostruisce completamente la pagina. Se manca una persona in questa lista, sei pregato di non aggiungerla, ma accertati piuttosto che la sua voce biografica contenga il template Bio e che i dati anagrafici siano correttamente compilati. Se il template Bio manca, inseriscilo tu stesso o, in alternativa, metti l'avviso {{tmp\|Bio}} che ne segnala la mancanza. Se i dati riportati sono sbagliati, correggi direttamente la voce biografica; le modifiche saranno visibili in questa lista entro pochi giorni. Per chiarimenti vedi il progetto biografie. La lista contiene solo le 160 persone che sono citate nell'enciclopedia e per le quali è stato implementato correttamente il template Bio. Pagina aggiornata al 2 lug 2025. |

- 1º febbraio - Luigi Colonna, politico italiano († 1998)
- 1º febbraio - Günter Guillaume, agente segreto tedesco († 1995)
- 1º febbraio - Galway Kinnell, poeta statunitense († 2014)
- 1º febbraio - Flaviano Labò, tenore italiano († 1991)
- 1º febbraio - Robert Moore, regista statunitense († 1984)
- 2 febbraio - Mario Barellini, politico italiano
- 2 febbraio - Lido Bettarini, pittore italiano († 2019)
- 2 febbraio - Stan Getz, sassofonista statunitense († 1991)
- 2 febbraio - Li Soo-nam, calciatore sudcoreano († 1984)
- 2 febbraio - Román Matito, calciatore spagnolo († 2006)
- 3 febbraio - Kenneth Anger, sceneggiatore, regista e scrittore statunitense († 2023)
- 3 febbraio - Dario Baldi, giornalista italiano
- 3 febbraio - Blas Ople, politico e giornalista filippino († 2003)
- 3 febbraio - Elvina Ramella, soprano italiano († 2007)
- 3 febbraio - Attilio Spozio, politico italiano († 1980)
- 3 febbraio - Marion Tinsley, damista statunitense († 1995)
- 4 febbraio - Vittorio Brevi, pittore italiano († 2003)
- 4 febbraio - Bob Burtwell, cestista e allenatore di pallacanestro canadese († 2012)
- 4 febbraio - Arthur Cohn, produttore cinematografico svizzero
- 4 febbraio - Lucia Danieli, mezzosoprano italiano († 2005)
- 4 febbraio - Horst Ehmke, politico tedesco († 2017)
- 4 febbraio - Alberto Fommei, calciatore italiano († 2022)
- 4 febbraio - Tony Fruscella, trombettista statunitense († 1969)
- 4 febbraio - Rolf Landauer, fisico tedesco († 1999)
- 4 febbraio - Gian Luigi Polidoro, regista, attore e sceneggiatore italiano († 2000)
- 5 febbraio - Giulio Caradonna, politico italiano († 2009)
- 5 febbraio - Val Dufour, attore statunitense († 2000)
- 5 febbraio - Mario Forlivesi, calciatore italiano († 1945)
- 5 febbraio - Nils-Åke Sandell, calciatore svedese († 1992)
- 5 febbraio - Francesco Sparacio, presbitero, educatore e teologo italiano († 1999)
- 5 febbraio - Jacob Louis Veldhuyzen van Zanten, aviatore olandese († 1977)
- 6 febbraio - Guido Biondi, politico e partigiano italiano († 1997)
- 6 febbraio - Adriano Facchini, pentatleta italiano († 1969)
- 6 febbraio - Charles Gerhardt, direttore d'orchestra statunitense († 1999)
- 6 febbraio - Felix Gerritzen, calciatore tedesco († 2007)
- 6 febbraio - Gerard K. O'Neill, fisico statunitense († 1992)
- 6 febbraio - Domenico Pellegrino, politico italiano († 2019)
- 6 febbraio - Lionel Price, cestista britannico († 2019)
- 7 febbraio - Giovanni Alasia, sindacalista, politico e partigiano italiano († 2015)
- 7 febbraio - Luigi Bortolussi, politico italiano († 2012)
- 7 febbraio - Samuel Cummings, imprenditore statunitense († 1998)
- 7 febbraio - Juliette Gréco, cantante e attrice francese († 2020)
- 7 febbraio - Vladimir Kuc, mezzofondista sovietico († 1975)
- 7 febbraio - Leonid Millionščikov, regista sovietico
- 8 febbraio - Andy Graver, calciatore inglese († 2014)
- 8 febbraio - John T. Myers, politico statunitense († 2015)
- 8 febbraio - Silvio Narizzano, regista canadese († 2011)
- 9 febbraio - Giulio Gianini, regista, direttore della fotografia e animatore italiano († 2009)
- 9 febbraio - Roy Jenson, attore canadese († 2007)
- 10 febbraio - Alma Adamkienė, first lady lituana († 2023)
- 10 febbraio - Nigel Bagnall, generale britannico († 2002)
- 10 febbraio - Manouchehr Khosrodad, generale iraniano († 1979)
- 10 febbraio - Mauro Mellini, avvocato, politico e saggista italiano († 2020)
- 10 febbraio - Carlo Merolli, politico e avvocato italiano († 2004)
- 10 febbraio - Leontyne Price, soprano statunitense
- 10 febbraio - Armando Sarti, politico italiano († 2000)
- 11 febbraio - Ilse von Alpenheim, pianista austriaca
- 11 febbraio - Pietro Bacchini, allenatore di calcio e calciatore italiano († 1988)
- 11 febbraio - Dieter Eppler, attore tedesco († 2008)
- 11 febbraio - Aleksej Nikolaevič Gorochov, violinista, direttore d'orchestra e docente sovietico († 1999)
- 11 febbraio - Albano Harguindeguy, generale, politico e criminale argentino († 2012)
- 11 febbraio - Inge Jens, letterata e giornalista tedesca († 2021)
- 11 febbraio - Pere Portabella, regista, produttore cinematografico e sceneggiatore spagnolo
- 11 febbraio - Lon Satton, attore statunitense († 2020)
- 11 febbraio - Michel Sénéchal, tenore francese († 2018)
- 12 febbraio - Mauro Barni, politico italiano († 2017)
- 12 febbraio - Ilario Canacci, partigiano italiano († 1944)
- 12 febbraio - Veniamin Davydovič Dorman, regista sovietico († 1988)
- 12 febbraio - Ann Gillis, attrice statunitense († 2018)
- 12 febbraio - Masahiro Mori, ingegnere giapponese († 2025)
- 12 febbraio - Niyazi Sayın, musicista turco
- 12 febbraio - H. M. Wynant, attore statunitense
- 13 febbraio - Antonio Cossu, scrittore italiano († 2002)
- 13 febbraio - Marcel Mouchel, allenatore di calcio e calciatore francese († 2012)
- 13 febbraio - Nair Kanawati, cestista brasiliana
- 13 febbraio - Luigi Orlando, imprenditore italiano († 2005)
- 14 febbraio - Lois Maxwell, attrice canadese († 2007)
- 14 febbraio - Newton Mendonça, musicista e compositore brasiliano († 1960)
- 15 febbraio - Harvey Korman, comico e regista statunitense († 2008)
- 15 febbraio - Carlo Maria Martini, cardinale, arcivescovo cattolico e teologo italiano († 2012)
- 15 febbraio - Carlos Romero, attore statunitense († 2007)
- 15 febbraio - Mario Vulpiani, direttore della fotografia italiano
- 16 febbraio - Ludwig Averkamp, arcivescovo cattolico tedesco († 2013)
- 16 febbraio - June Brown, attrice britannica († 2022)
- 16 febbraio - Thadée Cisowski, calciatore polacco († 2005)
- 16 febbraio - David Brion Davis, storico statunitense († 2019)
- 16 febbraio - Juan Carlos Giménez, calciatore e allenatore di calcio argentino († 2000)
- 16 febbraio - Alfredo Magarotto, vescovo cattolico italiano († 2021)
- 16 febbraio - Eliseo Milani, politico italiano († 2004)
- 17 febbraio - Juan Almeida Bosque, politico, compositore e rivoluzionario cubano († 2009)
- 17 febbraio - Leda Antinori, partigiana e antifascista italiana († 1945)
- 17 febbraio - Giorgio Bini, politico italiano († 2015)
- 17 febbraio - Sergio Sega, calciatore italiano († 1988)
- 18 febbraio - Yannick Andréi, regista francese († 1987)
- 18 febbraio - Rik Battaglia, attore italiano († 2015)
- 18 febbraio - Osvaldo Bayer, scrittore, storico e giornalista argentino († 2018)
- 18 febbraio - Rossana Beccari, cantante italiana († 1979)
- 18 febbraio - Mohammed Zahur Khayyam, compositore indiano († 2019)
- 18 febbraio - Alvin Rakoff, regista canadese († 2024)
- 18 febbraio - Marv Schatzman, cestista statunitense († 2006)
- 18 febbraio - Richard A. Snelling, politico statunitense († 1991)
- 18 febbraio - John William Warner, politico e avvocato statunitense († 2021)
- 18 febbraio - Robert Webb, erpetologo statunitense († 2018)
- 19 febbraio - Daniel Carpentier, calciatore francese († 2004)
- 19 febbraio - Francesco Macedonio, regista teatrale italiano († 2014)
- 19 febbraio - Mario Pérez Plascencia, calciatore messicano († 1985)
- 19 febbraio - Miroslava Tomášková, cestista cecoslovacca († 2002)
- 20 febbraio - Giorgio Berti, avvocato e giurista italiano († 2007)
- 20 febbraio - Roy Cohn, avvocato statunitense († 1986)
- 20 febbraio - Ibrahim Ferrer, musicista cubano († 2005)
- 20 febbraio - Hubert de Givenchy, stilista francese († 2018)
- 20 febbraio - Carlos Esteban González, ex calciatore argentino
- 20 febbraio - Sidney Poitier, attore e regista cinematografico statunitense († 2022)
- 20 febbraio - Renato Ziaco, medico, sportivo e scrittore italiano († 1985)
- 21 febbraio - Erma Bombeck, umorista e scrittrice statunitense († 1996)
- 21 febbraio - Lucidio Ceci, missionario e scrittore italiano († 2014)
- 21 febbraio - John Richards, generale inglese († 2004)
- 21 febbraio - Ginette Merle, cestista francese († 2019)
- 21 febbraio - Olivier de Sarnez, politico francese († 2013)
- 22 febbraio - Emil Bobu, politico rumeno († 2014)
- 22 febbraio - Florencio Campomanes, scacchista filippino († 2010)
- 22 febbraio - Gianfranco Ferroni, pittore italiano († 2001)
- 22 febbraio - Olle Håkansson, calciatore svedese († 2001)
- 22 febbraio - Luigi Latini De Marchi, regista e sceneggiatore italiano († 2020)
- 22 febbraio - Henry A. Millon, storico dell'arte statunitense († 2018)
- 22 febbraio - Enzo Striano, scrittore e giornalista italiano († 1987)
- 23 febbraio - José Bezerra da Silva, cantante, compositore e violinista brasiliano († 2005)
- 23 febbraio - Régine Crespin, soprano francese († 2007)
- 23 febbraio - Maria Ghezzi, disegnatrice, pittrice e scultrice italiana († 2021)
- 23 febbraio - Mirtha Legrand, attrice argentina
- 23 febbraio - Jens Jørn Mortensen, sollevatore danese († 2023)
- 23 febbraio - François Müller, calciatore lussemburghese († 1999)
- 23 febbraio - Willie Ormond, allenatore di calcio e calciatore scozzese († 1984)
- 24 febbraio - Marvin Kaplan, attore e sceneggiatore statunitense († 2016)
- 24 febbraio - Giuseppe La Grutta, fisiologo e medico italiano († 2000)
- 24 febbraio - Raymond Alphonse Lucker, vescovo cattolico statunitense († 2001)
- 24 febbraio - Emmanuelle Riva, attrice cinematografica francese († 2017)
- 24 febbraio - Karl-Heinz Spikofski, calciatore e allenatore di calcio tedesco († 1998)
- 25 febbraio - Léopold Gernaey, calciatore belga († 2005)
- 25 febbraio - Dickie Jones, attore e doppiatore statunitense († 2014)
- 25 febbraio - Almerico Realfonzo, ingegnere e partigiano italiano († 2019)
- 25 febbraio - Ralph Stanley, musicista statunitense († 2016)
- 25 febbraio - Ludovico Tubaro, ex calciatore italiano
- 26 febbraio - Gian Mario Albani, sindacalista e politico italiano († 2017)
- 26 febbraio - Bo Lindgren, compositore di scacchi svedese († 2011)
- 26 febbraio - Piero Vivarelli, regista, sceneggiatore e attore italiano († 2010)
- 27 febbraio - Eletto Alessandri, fantino italiano († 2003)
- 27 febbraio - Lynn Cartwright, attrice statunitense († 2004)
- 27 febbraio - August Chełkowski, politico e fisico polacco († 1999)
- 27 febbraio - Ugo Guarino, pittore, scultore e disegnatore italiano († 2016)
- 27 febbraio - James Leo Herlihy, scrittore e drammaturgo statunitense († 1993)
- 27 febbraio - Jarl Kulle, attore svedese († 1997)
- 27 febbraio - James T. Lynn, politico statunitense († 2010)
- 27 febbraio - Guy Mitchell, cantante, showman e attore statunitense († 1999)
- 27 febbraio - Remo Pianezzi, ciclista su strada svizzero († 2015)
- 27 febbraio - Peter Whittle, matematico e statistico neozelandese († 2021)
- 28 febbraio - Krishan Kant, politico indiano († 2002)
- 28 febbraio - François Laborde, presbitero e missionario francese († 2020)
- 28 febbraio - Mario Mena, calciatore boliviano († 2013)
- 28 febbraio - Giuseppe Maria Pisani, scultore italiano († 2016)